# Schistostephium dactyliferum
Schistostephium dactyliferum es una especie de planta floral del género Schistostephium, tribu Anthemideae, familia Asteraceae. Fue descrita científicamente por Hutch.
Se distribuye por Mozambique y Zimbabue.